# Iris adriatica
Iris adriatica là một loài thực vật có hoa trong họ Diên vĩ. Loài này được Trinajstic ex Mitic mô tả khoa học đầu tiên năm 2002.